# Sam Browne
El general Sir Samuel James Browne (3 d'octubre de 1824 - 14 de març de 1901)fou un oficial de cavalleria de l'exèrcit indi britànic a l'Índia i Afganistan, conegut sobretot per donar nom al cinturó Sam Browne. Va ser condecorat amb la Creu Victòria, el guardó més prestigiós per la galanteria en combat que es pot concedir a les forces britàniques i de la Commonwealth.